# 해남 대장장이
대장장이는 대한민국 전라남도 해남군 옥천면 신죽리에 있다. 2015년 6월 29일 해남군의 향토문화유산 제25호로 지정되었다.

## 개요
대장장이 일을 하며 청력을 상실한 최금석씨를 돕기 위해 아들인 최용호씨가 할아버지때부터 3대째 76년동안 가업으로 이어온 대장장이 기술을 배워 전통을 이어가고 있으며 수산물 기구제작기법에 대한 대장장이 전승이 필요하다.